# 수탉 (영화)
"수탉"은 1990년에 개봉한 대한민국의 영화이다. 주식회사 세웅문화영상에서 1991년 2월 1일에 비디오테이프로 수입하였다.

## 캐스팅
- 김인문 : 두칠 역
- 최유라 : 옥자 역
- 김희라 : 덕배 역
- 김애경 : 오씨 역
- 국정환 : 경비장 역
- 김유행 : 털보 역
- 윤인자 : 장모 역
- 전혜성 : 일란 역
- 박은하 : 또란 역
- 양수정 : 세란 역
- 최재호 : 경찰 1 역
- 나갑성 : 경찰 2 역
- 신찬일 : 경비 역
- 남포동 : 닭장수 역
- 박종설 : 점쟁이 역
- 김경란 : 엄마네 역
- 김신명 : 목격자 역
- 박용팔 : 업자 1 역
- 오도규 : 업자 2 역
- 임용규 : 검사원 역
- 이정우 : 정비사 역